# نوكيا 103
هو جهاز من صنع شركة نوكيا وأعلن عنه في ابريل 2012 وفي سبتمبر 2012 أعلن عن دخوله الأسواق ويدعم شبكة الجيل الثانية بتقنيةGSM 900 / 1800 وبشاشةMonochrome graphic وحجم الشاشة 1.36 بوصة وبدقة وضوح 96*68 بيكسل م وبوزن 76.6 جرام ومن أهم مميزاته هو احتوائه على كشاف.

## وصلات داخلية
- نوكيا
- هاتف نقال